# Liebesträume
Vis de dragoste (titlu original: în germană Liebesträume) este un ciclu de pian de trei nocturne de Franz Liszt numerotat S.541, care a fost scris inițial ca un ciclu de cântece. 

## Istoric
Piesele au fost publicate în 1850. Cea mai cunoscută piesă este Liebestraum Nr. 3 (Vis de dragoste nr. 3). Cele trei Liebesträume sunt concepute sub formă de nocturne. În perioada romantică, ele erau denumite piese de caracter (în germană Charakterstück). Lucrările se bazează pe cântece de artă pe care Liszt le-a compus pe baza textelor poeților Ludwig Uhland Hohe Liebe (Liebestraum nr. 1), Seliger Tod (Liebestraum nr. 2) și Ferdinand Freiligrath O lieb, so lang du lieben kannst (Liebestraum nr. 3).

## Liebestraum No. 3
Liebestraum No. 3 în la-bemol major este ultimul dintre cele trei pe care le-a scris Liszt fiind cel mai popular.
Poate fi considerat ca fiind împărțit în trei secțiuni, fiecare împărțită printr-o cadență rapidă care necesită un lucru cu degetul îndemânatic și un grad foarte ridicat de abilitate tehnică.
Timpul total de interpretare al Liebestraum No. 3 este de aproximativ 4:50 minute. Această nocturnă începe cu adăugarea lui poco allegro, con affetto conceput și este înțeles a fi emoțional și expresiv. Liebestraum No. 3 este o piesă muzicală cântată frecvent. Interpreții acestei piese includ pianiști precum Evgeny Kissin, Daniel Barenboim, Sviatoslav Richter, Claudio Arrau, Lang Lang și Richard Clayderman.